# مخمور (تشالدران)
مخمور (بالكردية: Mexmûr/Çaldiran‏) هي مستوطنة تقع في أذربيجان الغربية في إيران. يقدر عدد سكانها بـ 330 نسمة.